# Мезон, Николя Жозеф
Маркиз (с 1817) Николя́ Жозе́ф Мезо́н (фр. Nicolas Joseph Maison; 19 декабря 1771, Эпине-сюр-Сен — 13 февраля 1840, Париж) — французский военный и государственный деятель, дипломат, участник основных военных кампаний эпох Революции, Первой империи, Реставрации и Июльской монархии. Пэр (1817) и маршал Франции (1829), военный губернатор Парижа (1815, 1819–1821), посол Франции в Российской империи (1833–1835), министр иностранных дел (1830) и военный министр Франции (1835–1836).

## Биография
По происхождению крестьянин, родился 19 декабря 1771 года.
Начал службу в 1789 году в Национальной гвардии и к началу Великой Французской революции был капитаном. 22 июля 1792 года вступил волонтёром в ряды Парижских добровольцев, отличился в сражениях при Жемаппе и Флерюсе, был дважды ранен и 1 мая 1796 года был произведён в капитаны республиканской армии.
После Итальянской кампании 1796 года стал адъютантом Бернадотта, с которым участвовал в Голландской экспедиции 1799 года и при отражении англо-русского десанта в деревне Скоут снова был тяжело ранен.

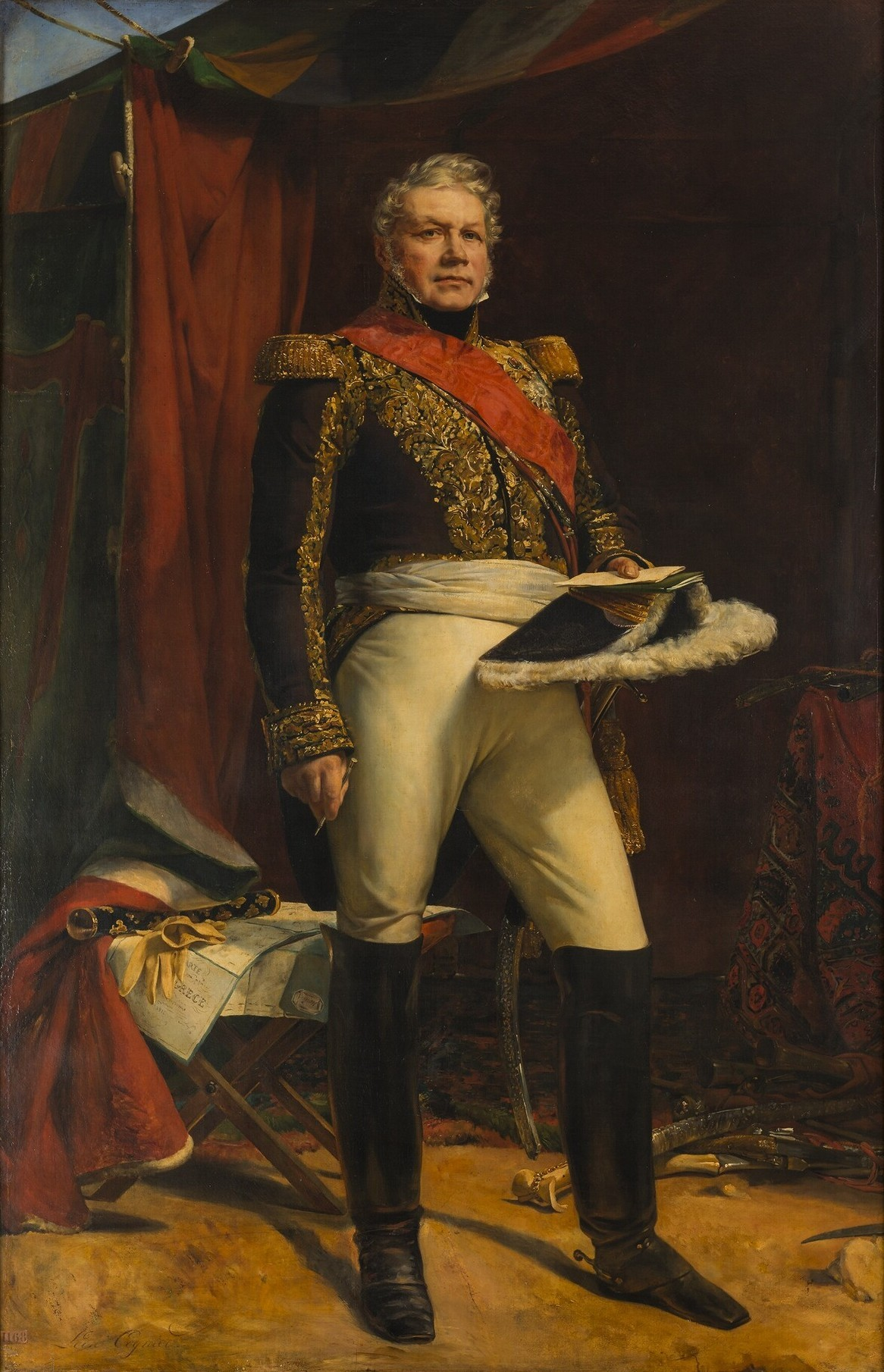
Маршал Мезон
(портрет кисти Леона Конье)

В кампании 1805 года, при Аустерлице, Мезон, находясь в рядах 1-го корпуса, с каре 95-го и 27-го пехотных полков отбивал атаки русской гвардии, за что был произведён в бригадные генералы.
В кампании 1806—1807 годов Мезон участвовал в сражениях при Заальфельде, где опрокинул корпус принца Вюртембергского, и Иене, затем захватил Любек. К концу этой войны Мезон был назначен начальником штаба 1-го корпуса.
Назначенный в 1808 году начальником корпусного штаба войск, действовавших в Испании, Мезон выказал большую распорядительность в сражении у Спинолы (ноябрь 1808 года), что побудило Наполеона вверить ему начальство над гвардией и направить его к Мадриду, в атаке которого Мезон принимал деятельное участие и был ранен в ногу.
В 1809 году Мезон снова сражался с англичанами в Голландии.
В походе 1812 года в Россию Мезон командовал бригадой во II корпусе Удино и особенно отличился в августовском и октябрьском боях у Полоцка. За сражение 6 августа он был произведён в дивизионные генералы; 6 октября, в течение целого дня, Мезон оборонял редут, обеспечивавший один из флангов французского расположения и несколько раз переходивший из рук в руки, а 7 октября, после ожесточённого боя в улицах Полоцка, с успехом прикрыл отступление французов за Двину.
За переправу через Березину, где Мезон заменил на посту командира 2-го корпуса раненых Удино и Леграна, он получил баронский титул.
Во главе 5-й дивизии корпуса Лористона, он участвовал в сражениях при Люцене и Бауцене. 14 мая 1813 года, во время преследования союзников при движении из Хайнау к Лигницу, батальоны Мезона у Михельсдорфа подверглись нападению из засады, организованной по приказанию Блюхера. Несмотря на внезапность атаки, Мезон с нестройной толпой плохо обученных конскриптов, хотя и ценой чувствительных потерь, всё-таки отразил 25 прусских эскадронов . Однако, согласно труду историка Богдановича, Мезону не удалось отразить атаку. Он безуспешно пытался построить каре. Несколько французских батальонов было уничтожено противником. Кавалерия Блюхера  брала пленных «толпами». Бой продолжался четверть часа. В деле успели принять участие лишь 15 эскадрон Дольфиса, 4 эскадрона Муциуса арьергарда русско-прусской объединенной армии. 
14 июля 1813 года Мезон был пожалован в графы.
Под Лейпцигом его дивизия дралась у Госсы и Мезон снова был ранен. При вторжении союзников в пределы Франции в 1814 году Мезон во главе 1-й дивизии охранял Бельгию против корпуса Винцингероде; медленно отступая перед превосходящими силами, за успешные действия при Куртрэ Мезон 22 июля был удостоен ордена Почётного легиона.
После отречения Наполеона Мезон перешёл на сторону Бурбонов и был назначен губернатором Парижа. Во время Ста дней он остался верным Людовику XVIII, который 31 июля 1817 года дал Мезону титул маркиза и звание пэра Франции.
В 1828 году Карл X вверил Мезону командование войсками, отправленными для оккупации Мореи, за что 22 февраля 1829 года пожаловал его маршалом Франции. При Луи-Филиппе Мезон был министром иностранных дел (с 4 ноября 1830 года), послом французской короны в Вене и послом короля Луи-Филиппа в Санкт-Петербурге (с 1833 года), а потом с 30 апреля 1835 до 19 сентября 1836 года — военным министром.
Маршал Мезон скончался 13 февраля 1840 года в Париже; похоронен на кладбище Пер-Лашез (уч. 5). Впоследствии его имя было высечено на Триумфальной арке в Париже.